# Le Voyage étranger
Pour plus de détails, voir Fiche technique et Distribution.
Le Voyage étranger est un film français réalisé par Serge Roullet et sorti en 1992.

## Synopsis
L'action débute en Europe au Moyen-Age, peu avant l'an mille. Le jour de son mariage, un jeune aristocrate, Alexis, décide de quitter les siens pour mener une vie de renoncement dans un monastère. Sa quête spirituelle le mène en Afrique puis dans un univers de légende et de rêve.

## Fiche technique
- Titre : Le Voyage étranger
- Réalisation : Serge Roullet
- Scénario : Serge Roullet
- Photographie : Olivier Drouot
- Costumes : Karim Akallach
- Décors : Luís Monteiro et Saïd Raïs
- Son : René Levert et Antoine Bonfanti
- Montage : Catherine Cormon, Élisabeth Moulinier et Élisabeth Waelchli
- Musique : Pierre Alrand, Kudsi Ergüner et Stéphane Leach
- Société de production : Oan Films
- Pays :  France
- Durée : 120 minutes
- Date de sortie : France - 28 octobre 1992

## Distribution
- Mathias Mégard : Alexis / Julien
- Daniel Dubois : Alexis âgé / le père d'Alexis
- Daniel Amiel : le paysan
- Karim Azkoul : le vieil homme
- Christine Combe : Leila
- Geneviève Desserre : la mère d'Alexis
- Frédéric Gatto : Jacques
- Jean Gaudin : le prieur
- Virginie Linhart : Aure, l'épouse d'Alexis
- Francisco Nascimento : Paul